# Alexis Vázquez
Alexis Iván Vázquez (Buenos Aires, Argentina; 23 de septiembre de 1996) es un futbolista argentino que se desempeña como mediocampista. Actualmente juega en Nueva Chicago de la Primera B Nacional, segunda división del fútbol argentino.

## Trayectoria

### Nueva Chicago
Vázquez es un futbolista surgido de las divisiones inferiores del Club Atlético Nueva Chicago. Siempre jugó en el mediocampo a lo largo de toda su carrera como juvenil.
Debutó como jugador profesional el 4 de septiembre de 2016 en la victoria 2 a 1 de su equipo frente a Estudiantes de San Luis por la fecha 2 del Campeonato 2016-17. Disputó 22 partidos, marcando su primer gol en su carrera en la agónica victoria 2 a 1 frente a Los Andes por la fecha 40.

## Clubes
| Club          | País      | Año             |
| ------------- | --------- | --------------- |
| Nueva Chicago | Argentina | 2016 - Presente |

## Estadísticas
| Club                                                      | Temporada           | Liga  | Liga  | Copa Nac.1 | Copa Nac.1 | Copa Inter. | Copa Inter. | Total | Total |
| Club                                                      | Temporada           | Part. | Goles | Part.      | Goles      | Part.       | Goles       | Part. | Goles |
| --------------------------------------------------------- | ------------------- | ----- | ----- | ---------- | ---------- | ----------- | ----------- | ----- | ----- |
| Nueva Chicago Argentina                                   | 2016/17             | 23    | 1     | 1          | 0          | -           | -           | 24    | 1     |
| Nueva Chicago Argentina                                   | 2017/18             | 13    | 1     | -          | -          | -           | -           | 13    | 1     |
| Nueva Chicago Argentina                                   | 2018/19             | 2     | 0     | 1          | 0          | -           | -           | 3     | 0     |
| Nueva Chicago Argentina                                   | 2019/20             | 1     | 0     | 1          | 0          | -           | -           | 1     | 0     |
| Nueva Chicago Argentina                                   | 2020                | 6     | 1     | -          | -          | -           | -           | 6     | 1     |
| Nueva Chicago Argentina                                   | 2021                | 14    | 1     | -          | -          | -           | -           | 14    | 1     |
| Nueva Chicago Argentina                                   | Total Chicago       | 58    | 4     | 3          | 0          | -           | -           | 61    | 4     |
| Total en su carrera                                       | Total en su carrera | 58    | 4     | 3          | 0          | -           | -           | 61    | 4     |
| Última actualización: Nueva Chicago vs. Atlanta, 02.08.21 |                     |       |       |            |            |             |             |       |       |